# Hohenbergia itamarajuensis
Hohenbergia itamarajuensis là một loài thực vật có hoa trong họ Bromeliaceae. Loài này được Leme & Baracho mô tả khoa học đầu tiên năm 1998.